# 白隱慧鶴
白隱慧鶴禪師（日語：はくいんえかく，1686年1月19日—1769年1月18日（貞享2年12月25日—明和5年12月11日）），俗名長澤 岩次郎，生於日本駿河國原宿（今靜岡縣沼津市），江戶時期臨濟宗著名禪師，中興臨濟宗，開創白隱禪一派。曾婉拒代表最高榮譽之「紫衣」，而穿著平實之黑色袈裟終其一生。後櫻町天皇加諡為神機獨妙禪師。19世紀，明治天皇追封為正宗國師。

## 生平
生於長澤家，幼名岩次郎，為家中三男。七歲時，在天台宗寺院聽聞佛法，發起菩提心。15歲時，在松蔭寺單嶺祖傳門下出家，在日本各處行腳。1703年（元祿16年），因為閱讀了雲棲袾宏的《禪關策進》，心向禪宗，開始精進禪修。1708年（寶永五年），二十四歲時，在飯山的正受老人（道鏡慧端）門下修行八個月，有多次開悟的體驗。
26歲，因為過度精進於禪修，晝夜不停，身心出現問題，罹患許多疾病。前往京都，拜訪居住在白川山中岩穴的白幽子，學習內觀，修行三年後，眾病皆得痊癒，遂得徹悟。
他駐錫於駿河原之松蔭寺，1763年（寶曆13年）在三島創建了龍澤寺。他經常至日本各地講學，傳授禪法，對當時日本禪宗有很大的影響力。
1768年，白隱禪師圓寂在日本松蔭寺。

## 修行風格及影響
白隱禪師擅長書畫，有許多作品傳世。
創造了「隻手之聲」的公案。為日本禪宗公案的創始者，至今仍享有盛譽。被譽為五百年不出之一代禪宗大師。「悟後之修行」是他特別強調而落實在生活之中。因此雖為臨濟正宗法統，卻也擁有「在家禪」、「民眾禪」之美譽。
亦重視現世利益之修行，據稱以〈軟酥法〉與〈內觀秘法〉救人無數。

## 著作
著有《夜船閑話》、《坐禪和讚》等。後人收集他的著作，編成《白隱禪師法語全集》。
另有《延命十句觀音經靈驗記》一書，相傳為白隱禪師所著。

## 關連項目
- 道鏡慧端
- 仙厓義梵